# Milk Man
Milk Man — шестой студийный альбом американской инди-рок группы Deerhoof из Сан-Франциско (штат Калифорния). Он был выпущен 9 марта 2004 года на лейблах Kill Rock Stars, ATP Recordings, 5 Rue Christine. Это своего рода концептуальный альбом, основанный на персонаже («Milk Man» (Молочник), изображённый на обложке альбома), созданном японским художником Кеном Кагами, другом и одно время «соседом» группы. Альбом был ремастирован и переиздан в 2011 году компанией ATP Recordings.

## Отзывы
| Совокупная оценка | Совокупная оценка |
| Источник          | Оценка            |
| ----------------- | ----------------- |
| Metacritic        | 74/100            |
| Оценки критиков   |                   |
| Источник          | Оценка            |
| Allmusic          | [ 6 ]             |
| Pitchfork         | 7.6/10            |
| Stylus Magazine   | [ 8 ]             |

Альбом получил положительные отзывы музыкальных критиков. Хизер Фарес из AllMusic отметил, что «Milk Man — альбом, ещё более концептуальный и ориентированный на песни, чем его предшественник. Альбом относительно сдержан, он не такой жизнерадостный, как Apple O. Но даже в самые громкие моменты Milk Man — это удивительно тонкий альбом, который ведёт музыку Deerhoof в совершенно новых направлениях».

## Список композиций
| №   | Название                                   | Длительность |
| --- | ------------------------------------------ | ------------ |
| 1.  | «Milk Man»                                 | 4:23         |
| 2.  | «Giga Dance»                               | 2:58         |
| 3.  | «Desapareceré»                             | 4:07         |
| 4.  | «Rainbow Silhouette of the Milky Rain»     | 4:16         |
| 5.  | «Dog on the Sidewalk»                      | 1:13         |
| 6.  | «C»                                        | 4:00         |
| 7.  | «Milking»                                  | 3:36         |
| 8.  | «Dream Wanderer's Tune»                    | 2:19         |
| 9.  | «Song of Sorn»                             | 2:25         |
| 10. | «That Big Orange Sun Run Over Speed Light» | 2:02         |
| 11. | «New Sneakers»                             | 2:14         |